# Альбера-Лигуре
Альбера-Лигуре (итал. Albera Ligure) — коммуна в Италии, располагается в регионе Пьемонт, в провинции Алессандрия.
Население составляет 332 человека (2008 г.), плотность населения составляет 16 чел./км². Занимает площадь 21 км². Почтовый индекс — 15060. Телефонный код — 0143.
Покровителем коммуны считается святой Иоанн Креститель, празднование 24 июня.

## Демография
Динамика населения:

## Администрация коммуны
- Официальный сайт: